# Villa Petrolea
Villa Petrolea är ett kvarter som uppfördes för medarbetarna vid bröderna Nobels oljebolag Branobel i Baku i Azerbajdzjan.
År 1874 köpte Robert Nobel, Alfred Nobels äldre broder, en tomt och ett litet oljeraffinaderi i Baku. Tillsammans med sin bror, Ludvig Nobel, förbättrade han och byggde ut raffinaderiet, som togs i drift året efter. Brödernas  bolag Branobel skulle stå för oljeutvinningen i Kaspiska havet.

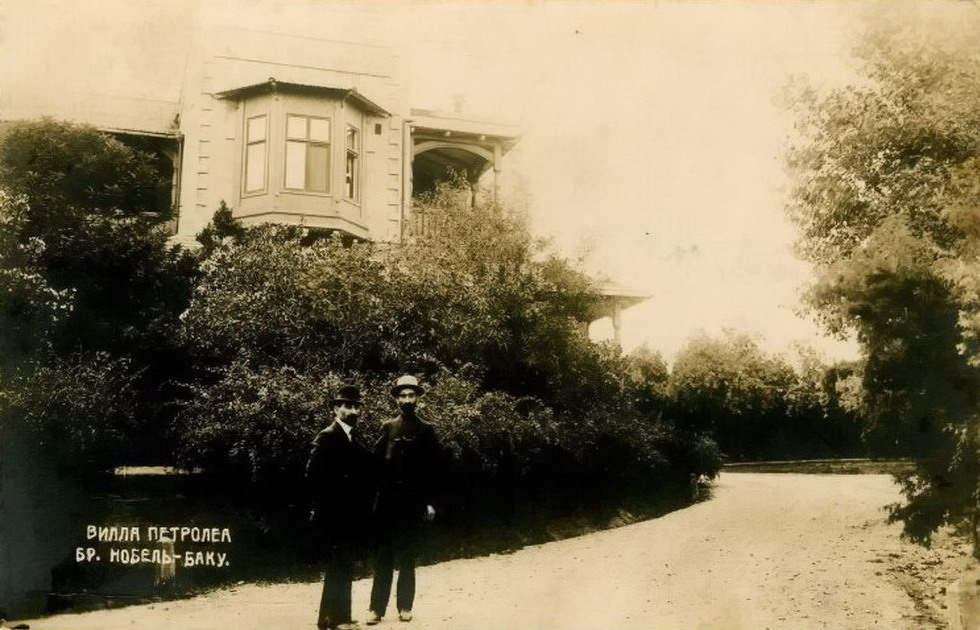
Villa Petrolea år 1897.

Bolaget lät bygga bostäder med allahanda bekvämligheter för de nordeuropiska medarbetarna i Villa Petrolia år 1882–1884. Området omgavs av en park med planterade växter och träd, men det var svårt att få växtligheten att trivas eftersom klimatet var så torrt.
När bolsjevikerna intog Baku i maj 1917 under Ryska revolutionen avstannade all privat verksamhet och Villa Petrolea övergavs och plundrades. Disponentvillan blev till ett barnhem och många av husen revs. Parken finns kvar men har uppkallats efter poeten Nezami.
Den förfallna disponentbostaden renoverades i början av 2000-talet och den 25 april 2008 invigdes den som museum över familjen Nobel.